# 隆日迈松
隆日迈松（法語：Longemaison，法語發音：[lɔ̃ʒmɛzɔ̃]）是法国杜省的一个市镇，位于该省中部偏东南，属于蓬塔利耶区。

## 地理
隆日迈松（47°4'54"N, 6°27'34"E）面积9.63 平方千米，位于法国勃艮第-弗朗什-孔泰大區杜省，该省份为法国东部内陆省份，北起上索恩省，西接汝拉省，东部及东南部与瑞士接壤，东北部与贝尔福地区省接壤。
与隆日迈松接壤的市镇（或旧市镇、城区）包括：阿武德雷、帕松方丹、日耶、弗朗日布什。
隆日迈松的时区为UTC+01:00、UTC+02:00（夏令时）。

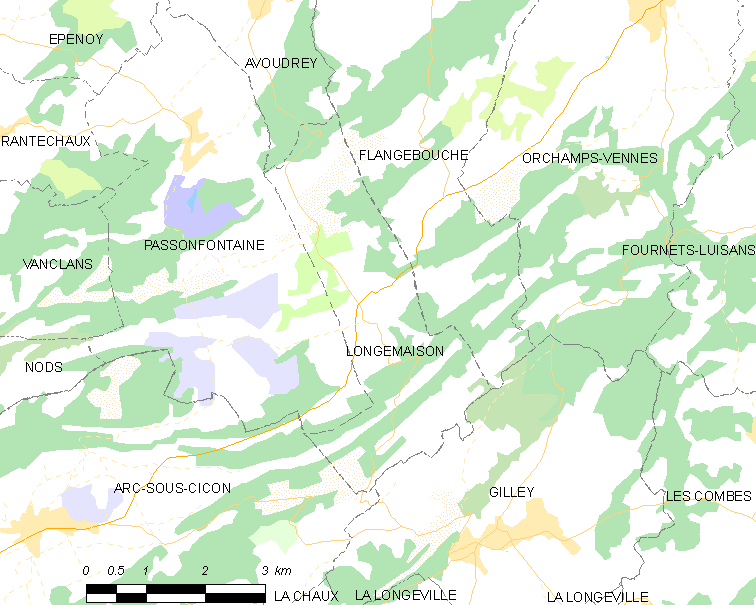
隆日迈松的OSM定位图

## 行政
隆日迈松的邮政编码为25690，INSEE市镇编码为25343。

## 政治
隆日迈松所属的省级选区为瓦尔达翁县。

## 交通
杜省省道D41线和D132线在境内交汇。

## 人口

1962-2008年间隆日迈松人口变化图示

隆日迈松于2022年1月1日时的人口数量为163人。